# Viale tagliafuoco

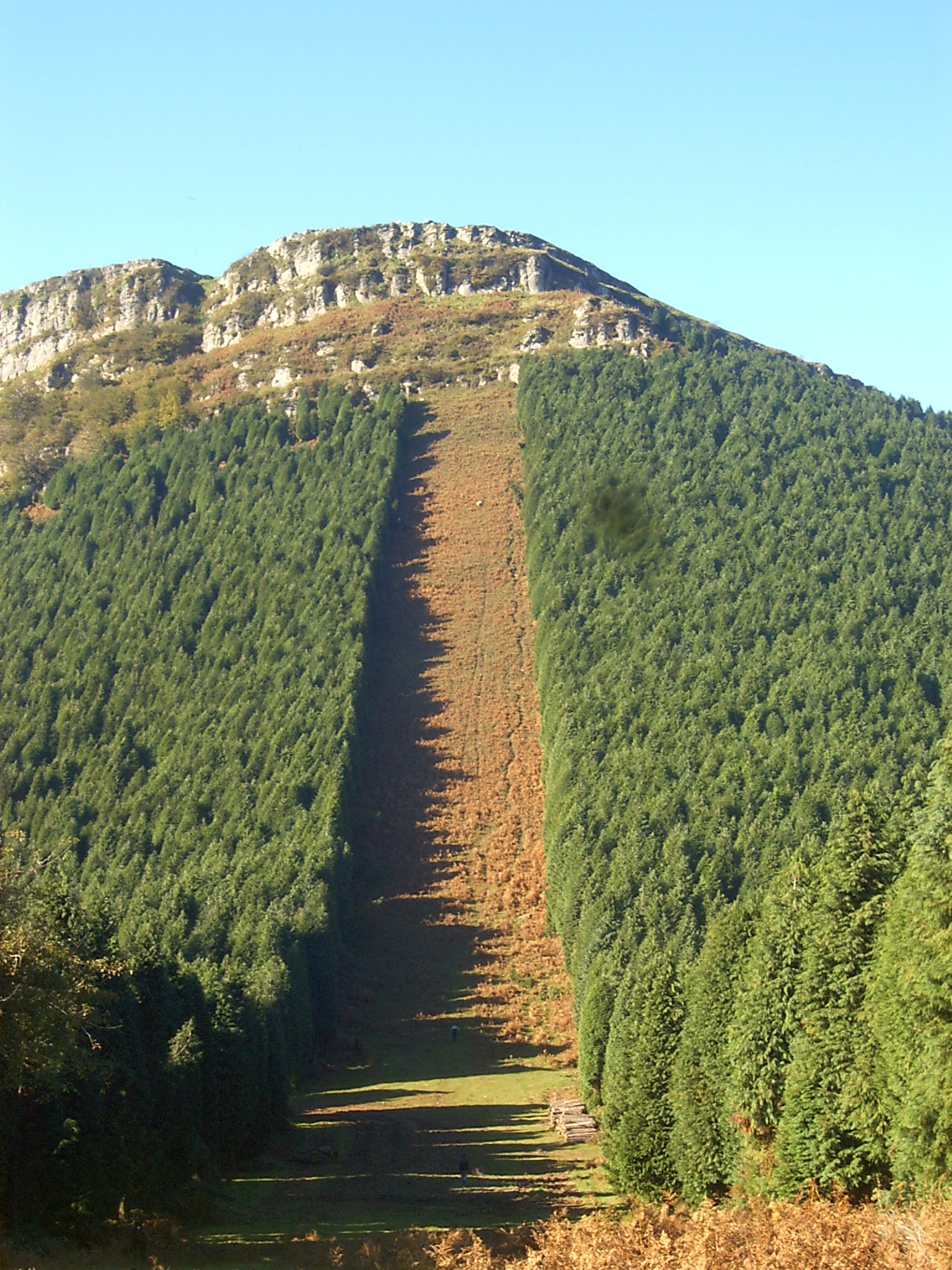
Un viale tagliafuoco sull'Eretza, in Spagna.

Il viale tagliafuoco, la rostra e la pista tagliafuoco sono strade o piste aperte create per impedire il propagarsi degli incendi nelle zone boschive.
Realizzati con mezzi adeguati come apripiste, decespugliatori, trinciastocchi, sia all'interno dei boschi in tutta la loro lunghezza, larghezza e profondità - per la larghezza tripla dell'altezza degli alberi che costeggiano, sia all'esterno dei boschi e delle foreste da salvaguardare preventivamente prima dell'estate. 
I viali tagliafuoco devono essere aperti perpendicolarmente fra di loro. Per la loro realizzazione occorre tagliare gli alberi di queste piste alla radice per la larghezza sopraindicata e mantenerle sgombere da arbusti, erba secca e da tutti i materiali infiammabili almeno due volte l'anno, una prima dell'estate; gli attrezzi utilizzabili oltre alle seghe per il taglio dei tronchi, sono i decespugliatori manuali nei terreni a forte pendenza e i trinciastocchi trainati dai trattori nei terreni a leggera pendenza ed in pianura; negli Stati Uniti vengono utilizzati solo per prevenire gli incendi al confine di insediamenti abitativi ed industriali, ma non per la prevenzione del dilagare degli incendi dei boschi nella loro interezza; sono obbligatori per legge lungo le strade, i binari ai confini dei campi coltivati dopo i raccolti, ma il controllo e le multe da parte delle forze dell'ordine non vengono eseguiti. 
I viali tagliafuoco sono stati realizzati per la prima volta in Toscana due secoli fa dal Granduca di Toscana e sono stati realizzati intorno a parchi e zone di interesse naturalistico. Spesso non vengono mantenuti sgomberi da sterpaglie ed erba secca infiammabili; le strade o piste tagliafuoco servono anche a rendere accessibili le aree interne boscate e agli automezzi di terra come le autobotti trainate dai trattori, i veicoli della forestale e quelli dei Vigili del Fuoco.